# Dəstəfur
Dəstəfur è un comune dell'Azerbaigian situato nel distretto di Daşkəsən. Conta una popolazione di 572 abitanti.